# Slaget ved az-Zallaqah
Slaget ved az-Zallaqah (arabisk: الزلاقة) fandt sted 23. oktober 1086 og var et slag mellem almoraviderne, ledet af Yusuf ibn Tashfin, og kastilianerne under ledelse af kong Alfons 6.
Yusuf ibn Tashfin modtog en opfordring fra tre andalusiske ledere (Abbad 3. al-Mu'tamid med flere) og krydsede Andalusien med 7.000 almoravidiske krigere. Han marcherede med sin hær til det nordlige al-Andalus, til hæren nåede az-Zallaqah. Den almoravidiske hær tiltrak krigere overalt i al-Andalus, og hæren omfattede, da den nåede frem, omkring 30.000 mand. Alfons 6. nåede frem til slagmarken med 60.000 krigere. De to anførere udvekslede meddelelser inden kampen, hvori Yusuf ibn Tashfin opstillede følgende ultimatum til fjenden: Konvertering til islam, betaling af tribut (jizyah) eller kamp.
Alfons 6. valgte at kæmpe mod almoraviderne. Slaget startede fredag ved daggry med et angreb fra Alfonso. Yusuf ibn Tashfin delte sin hær i tre divisioner. Den første blev anført af Abbad 3. al-Mu'tamid og bestod af 15.000 mand, den anden division bestod af 11.000 mand og blev anført af Yusuf ibn Tashfin selv, mens den tredje division bestod af 4.000 sorte afrikanere med indiske sværd og lange spyd. Abbad og hans division kæmpede med Alfons til efter middag, hvor Yusuf og hans division sluttede sig til slaget ved at omslutte Alfons og hans tropper. Det fik Alfons' tropper til at gå i panik, og de begyndte at miste terræn. Yusuf sendte derpå den tredje division til angreb, og de afsluttede slaget. Tabstallet hos Alfons' tropper var enorme, idet mere end 59.500 mand døde. Bare 100 riddere nåede tilbage til Kastilien. Alfons selv overlevede slaget, men mistede et ben.
Slagmarken kaldtes az-Zallaqah (på dansk: "usikker grund"), fordi krigerne kurede rundt overalt på stedet på grund af den enorme mængde blod, der blev udgydt den dag. I kristen historie kendes slaget som slaget ved Sagrajas.
De ovenfor nævnte tal for hærenes størrelse er sandsynligvis stærkt overdrevne. For den kastilianske hærs vedkommende er der med sikkerhed opregnet 14.000 mand, herunder omkring 2.000 riddere; mindst halvdelen af denne hær vides at være tabt. Den sårede konge og de fleste adelsmænd overlevede, selv om også en del blev dræbt, herunder Rodrigo Muñoz og Vela Oveguez. Der var også store tab hos almoraviderne, især hos tropperne anført af Dawud ibn Aysa, hvis lejr blev raseret i slagets første timer, samt tropperne anført af guvernøren for Badajoz, al-Mutawakkil ibn al-Aftas. Sevillas guvernør, al-Mu'tamid, blev såret i det første sammenstød, men hans personlige tapperhed ansporede al-Andalus' tropper i forbindelse med de første kastilianske angreb under anførelse af Alvar Fañez. Blandt de dræbte var en meget populær imam fra Cordoba, Abu-I-Abbas Ahmad ibn Rumayla.
Yusuf siges at have mistet modet ved det enorme blodbad, og derudover blev han nødt til at tage tilbage til Afrika kort efter slaget på grund af hans arvings død, så Kastilien mistede ikke ret meget territorium på trods af, at størstedelen af rigets hær blev udslettet.